# صوفيا ماتسون
صوفيا ماتسون (بالسويدية: Sofia Mattsson)‏ هي مصارعة الهواة سويدية، ولدت في 11 نوفمبر 1989 في ياليفاره في السويد.

## وصلات خارجية
- صوفيا ماتسون على موقع قاعدة بيانات المصارعة الدولية (الإنجليزية)
- صوفيا ماتسون على موقع اللجنة الأولمبية الدولية (الإنجليزية)
- صوفيا ماتسون على موقع أوليمبيديا (الإنجليزية)
- صوفيا ماتسون على موقع اللجنة الأولمبية السويدية (السويدية)